# Biton fuscipes
Biton fuscipes es una especie de arácnido  del orden Solifugae de la familia Daesiidae.

## Distribución geográfica
Se encuentra en el este de África.